# Lokale omroep in Nederland
Een lokale omroep is een publieke omroep die uitzendt voor een of meer gemeenten in Nederland en brengen programma's op lokaal niveau om inwoners te informeren en amuseren. Veel publieke lokale omroepen zijn aangesloten bij de belangenorganisatie Organisatie van Lokale Omroepen in Nederland.

## Ontstaan
Lokale omroepen zijn ontstaan vanuit de vele vrije radiozenders die in vele dorpen en steden vanaf het eind van de jaren zeventig actief waren. Ook de ontwikkeling van lokale kabelnetten via Centrale Antenne Inrichting heeft de ontwikkeling van lokale omroep een impuls gegeven. In 1971 werd de opening van het kabelnet van de voormalige gemeente Melick en Herkenbosch live uitgezonden op dit kabelnet en daarmee werd de eerste aanzet gegeven voor de lokale omroep in Nederland. Naar aanleiding van dit initiatief en initiatieven in andere gemeenten werd er in 1974 een experimentele regeling van kracht. De omroep in Melick en Herkenbosch kreeg samen met de omroepen in Dronten, Goirle, Zoetermeer, Deventer en de Bijlmer 3 jaar de tijd zich te bewijzen. Sinds het midden van de jaren 80 is het aantal lokale omroepen enorm gegroeid. In 2012 waren er rond de 285 publieke lokale omroepen. Sinds het eind van de jaren 80 mochten deze stations ook via de ether uitzenden en sinds enige jaren ook in FM stereo. Voorheen mochten deze stations uitsluitend uitzenden via het lokale kabelnet.

## Wet- en regelgeving
Het Commissariaat voor de Media (CvdM) is de instantie die zendtijd toewijst voor een lokale omroep. Per gemeente mag slechts een lokale omroep actief zijn. Om uit te mogen zenden, stelt het CvdM een aantal voorwaarden aan de omroep. Een omroep moet een bepaald percentage aan programma's zelf produceren. Ook dient de inhoud van de programma's in z'n totaliteit aan minimaal 50 procent aan de zogenoemde ICE-norm te voldoen. Deze norm staat voor Informatie, Cultuur en Educatie en dient gericht te zijn op de gemeente waar de omroep uitzendt.
Lokale omroepen onderscheiden zich van regionale stations door zich specifiek te richten op lokaal of streeknieuws, maar ook door bijvoorbeeld het presenteren in een lokaal/streek dialect en de directe band met luisteraars in de betreffende regio. De meeste lokale omroepen zenden alleen radio uit. Daarnaast zendt een groot aantal via de kabel tv-programma's uit, vaak in de vorm van tekst-tv (kabelkrant) en soms ook aangevuld met teletekst.

## Financiering
Gemeenten zijn verantwoordelijk voor de bekostiging van de eigen lokale publieke omroep. Dit in tegenstelling tot de landelijke en regionale publieke omroepen, die vanuit de Mediabegroting worden bekostigd. De hoogte van het bedrag waarmee een gemeente de lokale publieke omroep bekostigt ligt niet vast. Sinds 2015 geldt een richtsnoerbedrag per huishouden dat is vastgesteld. Onderzoek uit 2015 heeft uitgewezen dat slechts 79% van de gemeenten hieraan voldoet.

## Streekomroep
Een streekomroep is een lokale publieke omroep die uitzendt in meer dan één gemeenten die een sociaal-culturele eenheid vormen. De Mediawet noemt het begrip streekomroep niet, maar maakt ze wel mogelijk door schaalvergroting onder lokale omroepen toe te staan. De mediawet stelt wel als grens aan lokale omroepen dat hun bereik niet concurrerend is met de regionale omroepen.
In 2007 bedroeg het aantal streekomroepen 62 op een totaal van 292 lokale publieke omroepen. Het merendeel zendt uit voor twee gemeenten. Meestal zijn de streekomroepen ontstaan door uitbreiding van het verzorgingsgebied van een lokale omroep naar één of meer omringende gemeenten waar op dat moment nog geen lokale publieke omroep actief was. Minder vaak is een streekomroep het resultaat van een fusie tussen bestaande omroepen.
Wanneer de gemeenten waar de streekomroep uitzendt door herindeling één gemeente vormen, valt de status van streekomroep terug naar gewone lokale omroep: het verzorgingsgebied omvat dan immers één gemeente. 
Streekomroepen kunnen sterk onderling verschillen wat betreft grootte, gemeten naar het aantal inwoners van het verzorgingsgebied. De kleinste streekomroep bedient vijftien duizend inwoners, terwijl de grootste zo'n 248 duizend inwoners kan bereiken.
Streekomroepen noemen vaak het grotere bereik en daarmee de mogelijkheid tot meer inkomsten, waardoor professioneler gewerkt kan worden, als voordeel. Ook wordt het grotere potentieel aan vrijwilligers genoemd. Daarnaast levert een groter verzorgingsgebied meer onderwerpen op voor de programma's en wordt het zo makkelijker om aan wettelijke verplichtingen te voldoen. 
Een veel genoemd nadeel is het feit dat men met meerdere gemeentebesturen met soms verschillende inzichten te maken heeft.

### Lijst van streekomroepen
| Omroepnaam                  | Verzorgingsgebied |
| --------------------------- | --- |
| EVA                         | Amersfoort, Leusden |
| RTV1                        | Stadskanaal, Veendam, Borger-Odoorn (Veenkoloniën) |
| Omroep Eemsdelta            | Eemsdelta (Delfzijl, Appingedam, Loppersum) |
| 1Twente                     | Regio Twente |
| Dtv Nieuws                  | Oss, Bernheze, 's-Hertogenbosch en Maashorst |
| XON                         | Edem, Veenendaal, Woudenberg, Scherpenzeel (Gelderland), Renswoude en Rhenen Samenwerking is op het gebied van nieuws en tv, iedere oorspronkelijke stichting met eigen radiostation: Midland FM, Ede FM en Rhenen FM |
| HALStad Centraal            | Heerhugowaard, Alkmaar en Langedijk |
| Salland1                    | Deventer, Olst-Wijhe en Raalte |
| SRC                         | Culemborg en Vianen |
| Streekomroep Reindonk       | Horst aan de Maas, Meerlo-Wanssum en Sevenum |
| Streekomroep START          | Sittard-Geleen en Beek |
| Streekomroep Weert          | Weert en Nederweert |
| Streekomroep West-Friesland | Medemblik, Hoorn, Opmeer, Enkhuizen, Koggenland, Stede Broec en Drechterland. |
| Wos Radio                   | Westland, Midden-Delfland, Hoek van Holland en Maassluis |
| 3ML                         | Leudal en Maasgouw |
| Omroep Hoeksche Waard       | Binnenmaas, Cromstrijen, Oud-Beijerland en Korendijk |
| MediaCentrum De Peel i.o.   | Asten, Someren, Helmond, Deurne |
| Feel Good Radio             | Rijswijk (Zuid-Holland), Pijnacker-Nootdorp |
| A1 Mediagroep               | Nijkerk, Barneveld, Hoevelaken, Voorthuizen, Appel, Terschuur, Zwartebroek, Noord-West Veluwe & Midden Nederland |
| Midland FM                  | Veenendaal, Renswoude, Scherpenzeel (Gelderland), Woudenberg. In samenwerking met Omroep Ede is er kabelkrant XON. |
| Midvliet                    | Leidschendam-Voorburg, Wassenaar |
| ZO!34                       | Emmen en Coevorden |
| ZuidWest TV / FM            | Bergen op Zoom, Woensdrecht, Roosendaal, Etten-Leur, Halderberge, Moerdijk en Zundert |
| GL8Media Radio & TV         | Heumen en Mook en Middelaar |
| RN7                         | Nijmegen, Druten, Beuningen, Wijchen en Overbetuwe |
| OOG                         | Groningen |
| Streekomroep de Bevelanden  | Goes, Kapelle, Noord-Beveland, Reimerswaal en Borssele |
| RTV Zulthe                  | Westerkwartier en Noordenveld |
| DNO Media                   | Staphorst, De Wolden, Westerveld |
| RTVNOF                      | Noardeast-Fryslân,Dantumdiel, Achtkarspelen en Tytsjerksteradiel |
| Omroep Zilt                 | Waadhoeke, Harlingen, Terschelling en Vlieland |
| RTV 1IJsseldelta            | Kampen, Zwolle, Hattem en Zwartewaterland |
| Regio Noordkop              | Den Helder, Hollandskroon |
| Langstraat Media            | Waalwijk, Loon op Zand, Dongen, Heusden |
| Omroep ML5                  | Leudal, Maasgouw en Roermond |
| RTV Connect                 | Arnhem, Doesburg, Duiven, Renkum, Westervoort en Zevenaar |
| REGIO8                      | Doetinchem, Montferland en Oude IJsselstreek |